# Hadrosaurinae

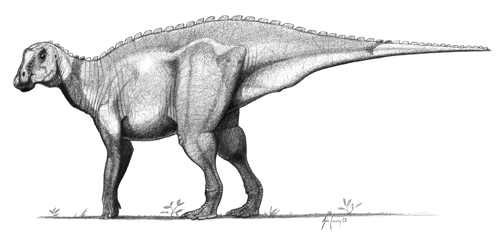
Gryposaurus, een hadrosaurine, door John Conway

De Hadrosaurinae zijn een groep euornithopode dinosauriërs behorend tot de Hadrosauridae.
Een onderfamilie Hadrosaurinae werd impliciet benoemd door Edward Drinker Cope toen die in 1869 de Hadrosauridae benoemde. Degene die de naam voor het eerst echt gebruikte was Lambe in 1918.
Een exacte definitie als klade werd voor het eerst gegeven door Paul Sereno in 1998: alle Hadrosauridae die dichter bij Saurolophus staan dan bij Parasaurolophus. In 2005 probeerde Sereno zijn definitie te verbeteren tot: de meest inclusieve groep bestaande uit Saurolophus osborni (Brown 1912) en Parasaurolophus walkeri (Parks 1922) en omvattend Hadrosaurus foulkii (Leidy 1858). Hierbij maakte hij echter een fout want hij wilde Parasaurolophus juist uitsluiten zodat de groep materieel zou overeenkomen met: de groep bestaande uit Saurolophus en alle soorten nauwer verwant aan Saurolophus dan aan Parasaurolophus, mits ook nauwer verwant aan Hadrosaurus — dit laatste om te verzekeren dat ook de naamgever in het concept besloten ligt, zoals vereist door de PhyloCode.
In 2022 werd de klade formeel onder de PhyloCode gedefinieerd als de groep bestaande uit Hadrosaurus foulkii Leidy, 1858 en alle soorten nauwer verwant aan Hadrosaurus dan aan Lambeosaurus lambei Parks, 1923.
De Hadrosaurinae bestaan uit plantenetende vormen uit het Late Krijt, die voorkomen van het Turonien tot het eind van het Maastrichtien. Zowel de oudste (Aralosaurus) als meest basale vormen (Wulagasaurus), stammen uit Azië, maar de groep zou zijn grootste bloei doormaken in Noord-Amerika. De Hadrosaurinae zijn de zustergroep van de Lambeosaurinae.
Mogelijke soorten zijn:
- Brachylophosaurus
- Edmontosaurus (inclusief Anatotitan)
- Gryposaurus
- "Kritosaurus" australis
- Lophorhothon
- Maiasaura
- Naashoibitosaurus
- Prosaurolophus
- Saurolophus
- Wulagasaurus
- Anasazisaurus
- Aralosaurus
- Hadrosaurus
- Kerberosaurus
- Kritosaurus
- Shantungosaurus